# 2684 Douglas
A 2684 Douglas (ideiglenes jelöléssel 1981 AH1) a Naprendszer kisbolygóövében található aszteroida. Norman G. Thomas fedezte fel 1981. január 3-án.